# نيو سميرنا بيتش
نيو سميرنا بيتش (بالإنجليزية: New Smyrna Beach)‏ هي مدينة أمريكية تقع في ولاية فلوريدا. تبلغ مساحة هذه المدينة 98 (كم²)،ويبلغ عدد سكانها 22464 نسمة حسب إحصاء سنة 2010 م 22464.تشير إحصاءات سنة 2000م بأن الكثافة السكانية في هذه المدينة تقدر بـ(auto) نسمة/كم2 

## أعلام
- لورا براون
- دالاس بيكر
- ويس شاندلير
- إموري إل. بينيت
- والتر ميلر